# Cynewald
Cynewald var konge af Mercia fra ca. 545 til 580. Han var søn af Cnebba og far til Creoda, der overtog tronen i Mercia efter Cynewald.